# Kirchturmpolitik

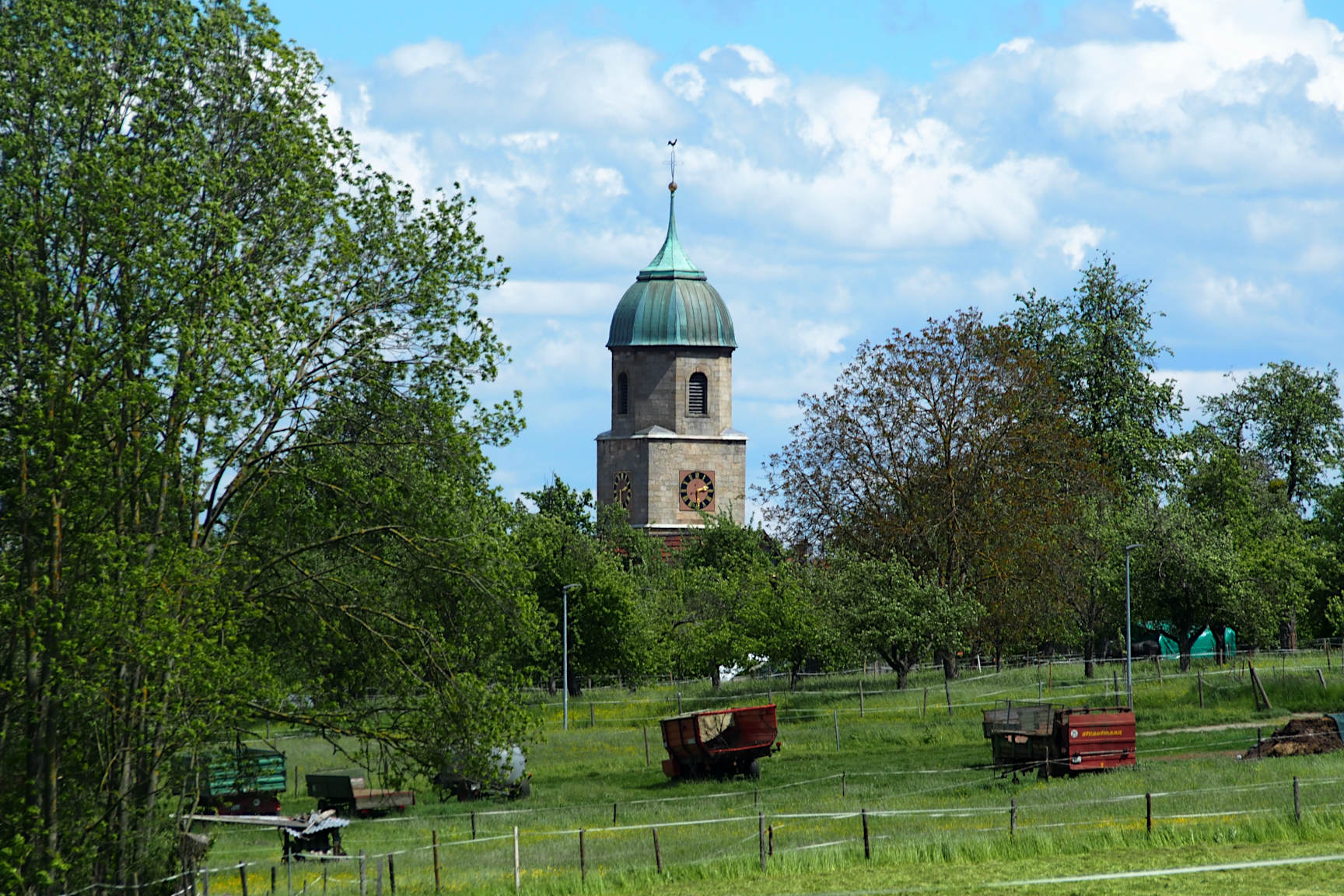
Kirchturm im Mittelpunkt

Als Kirchturmpolitik bezeichnet man in der Politikwissenschaft politische Entscheidungen, die vor allem eine eng umgrenzte Zielgruppe oder eine bestimmte Region bevorzugen. 

## Begriff
Man spricht von Kirchturmpolitik, wenn sich parlamentarisch tätige Politiker bei ihren Entscheidungen in engstirniger Weise für die Interessen ihres eigenen Wahlkreises oder ihrer engeren Heimat einsetzen, ohne die Gesamtinteressen im Blick zu haben. Ebenso gilt dies für die Exekutive, wenn die Verwaltung ausschließlich die Interessen der eigenen Kommune berücksichtigt, ohne die Umstände von Nachbargemeinden in Entscheidungen einzubeziehen.
Die Bezeichnung umschreibt mit dem „Kirchturm“ bildhaft das Phänomen, dass Entscheidungen nur so weit bedacht werden, wie man den eigenen Kirchturm sieht; alle weitergehenden Auswirkungen im größeren Maßstab treten dabei in den Hintergrund.
Kurt Tucholsky definiert Kirchturmpolitik so: „Die Überschätzung des eigenen Dorfes, die Ignorierung aller anderen Kirchtürme, die vereinsmeierliche Einstellung des Blickes auf das eigene Rathaus – kurz, der Partikularismus“.
In der politikwissenschaften Theorie sieht man die Kirchtumspolitik durch das Mehrheitswahlrecht gefördert, da die Wiederwahl der Abgeordneten ausschließlich von der Zustimmung im eigenen Wahlkreis abhängt, während das Verhältniswahlrecht die Unterstützung überregionaler Mehrheiten zur Folge hat.